# Lennegebirge
Mit Lennegebirge wird gemeinhin der an der Homert 656,1 m ü. NHN hohe, rechts (= östlich) der namensgebenden Lenne bei Finnentrop-Rönkhausen gelegene Teil der Ebbe-Homert-Schwelle im sauerländischen Südsauerländer Bergland bezeichnet, deren Westteil das mit maximal 662,7 m Höhe minimal höhere Ebbegebirge darstellt. 
In synonymer Bedeutung wird der Mittelgebirgszug auch gelegentlich als Homertrücken bezeichnet, wobei der Naturraum Letzteren Namens indes nur den lennenäheren, größeren Teil des Gebirges bezeichnet, der noch um den bis zum Hennesee reichenden Nordostausläufer Grevensteiner Berge zu ergänzen wäre.
Gelegentlich wird unter Lennegebirge oder Lennebergland auch eine noch größere Landschaft gefasst, etwa der nach Nordwesten auch große Teile der Iserlohner Höhe beinhaltende und an der langen Südostflanke bis weit in die Sauerländer Senken reichende Naturpark Homert.

## Geographie

### Lage
Das Lennegebirge liegt im Sauerland im Märkischen Kreis, im Kreis Olpe und im Hochsauerlandkreis. Es schließt sich östlich bis nordöstlich an das Tal des Mittellaufes der Lenne zwischen Finnentrop im Südwesten und Plettenberg-Eiringhausen im Nordwesten an. Nach Nordosten reicht es in einem schmaler werdenden Streifen bis zum Hennesee vor Meschede, im Osten ferner bis vor Eslohe.
Im Inneren des Gebirges liegen auf Esloher Gebiet Haus Blessenohl und der Mescheder Ortsteil Grevenstein im Nordosten. Auf Sunderner Stadtgebiet kommen hinzu Meinkenbracht (nordöstlich des Zentrums), die südlicheren Unterortsteile Endorfs (nördlich des Zentrums), Wildewiese (westlich des Zentrums) und Hagen (Nordwesten). Hinzu kommen im Ortsgebiet Finnentrops Schliprüthen, Weuspert und Wörden im Südteil. Der auf dem Gebiet Neuenrades liegende Nordwesten des Gebirges ist demgegenüber unbesiedelt.

### Benachbarte Höhenzüge
Das Lennegebirge ist die ostnordöstliche Fortsetzung des bis 662,7 m hohen Ebbegebirges, von dem es durch das an dieser Stelle tief eingeschnittene Rönkhauser Lennetal der Lenne getrennt ist. Nach Süden. Osten und Norden wird es von den Sauerländer Senken umgeben, die es von den Saalhauser Bergen (bis 688,5 m) im Südosten, dem Rothaargebirge (bis 843,2 m) im Osten und den Teilhöhenzügen des Nordsauerländer Oberlandes (bis 581,5 m) im Norden trennen. Nach Nordwesten wird es durch die Senken und die sich östlich anschließende Neuenrader Hochflur als Teil der Lüdenscheider Mulde von der Iserlohner Höhe (bis 545,9 m) separiert.

### Naturräumliche Gliederung
Das Lennegebirge gliedert sich wie folgt (zur besseren Orientierung sind nachfolgend einige Orte und Gewässer verlinkt):
- zu 3362 Südsauerländer Bergland
  - zu 3362.0-3 Ebbe-Homert-Schwelle (373 km²[3])
    - 3362.2–3 Lennegebirge
      - 3362.2 Homertrücken
        - 3362.20 Schliprüther Homert (am Kathenberg 580,8 m)
        - 3362.21 Wildewiese-Homert (an der Homert 656,1 m)
          - 3362.210 Meinkenbrachter Ausraummulde

      - 3362.3 Grevensteiner Berge (am Hohen Ransenberg 593 m)

Zentraler Höhenzug ist die Wildewiese-Homert, die vom Lennetal aus nach Osten bis zur Wenne bei Wenholthausen reicht. Seine Südflanke wird in der Osthälfte durch den linken Wenne-Zufluss Salwey und im Westen durch den rechten Lenne-Zufluss Falbecke nebst Unterbecken des Pumpspeicherwerks Rönkhausen begrenzt. 
Zwischen beiden Tälern liegt der Korridor zum Südausläufer Schliprüther Homert, der nach Süden bis kurz vor den rechten Lenne-Zufluss Fretterbach reicht, im Osten bis dicht an den rechten Salwey-Zufluss Marpe.
Im Nordosten der Wildewiese-Homert verläuft von Meinkenbracht bis zur Wenne die Meinkenbrachter Ausraummulde, die die sich nördlich anschließenden Grevensteiner Berge separiert, in welche westlich Meinkenbachs die Wildewiese-Homert fast fließend übergeht. Die Grevensteiner Berge ziehen sich auch östlich der Wenne noch als schmaler Höhenzug bis knapp über die Henne am Hennesee, unmittelbar südwestlich der Kernstadt Meschedes.

### Berge
Folgende Berge und Erhebungen prägen unter anderem das Lennegebirge – sortiert nach Höhe in Meter (m) über Normalhöhennull (NHN):
- Homert (656,1 m) – gut 2 km südsüdöstlich von Meinkenbracht im Osten der Wildewiese-Homert
- Schomberg (647,6 m) – 600 m östlich von Wildewiese, im Zentrum der Wildewiese-Homert
- Rothloh (643,6 m) – 2,4 km ostnordöstlich des Schombergs im Zentrum der Wildewiese-Homert
- Waldeshöhe (625,8 m) – gut 2,5 km nordnordöstlich von Wildewiese im (westlichen) Zentrum der Wildewiese-Homert
- Baukloh (618,4 m) – 1,2 km nordöstlich von Röhrenspring im Zentrum der Wildewiese-Homert
- Hoher Ransenberg (593 m) – östlich der Mitte/Wenne in den Grevensteiner Bergen
- Großes Sonnenstück (586,8 m) – Westen der Grevensteiner Berge, 2,2 km westlich Grevensteins
- Kathenberg (580,8 m) – Zentrum der Schliprüther Homert, 1,4 km südwestlich Schliprüthens
- Dümberg (575,5 m) – äußerster Westen der Grevensteiner Berge, 1,3 km südwestlich Linnepes
- Dahlberg (572,4 m) – gut 2,5 km ostsüdöstlich Rönkhausens im Westen der Schliprüther Homert; Oberbecken des Pumpspeicherwerks Rönkhausen
- Hasenknick (569 m) – äußerster Osten der Schliprüther Homert, 2,3 km ostnordöstlich Schliprüthens
- Denstenberg (560 m) – Nordwesten der Wildewiese-Homert, 2 km südöstlich Allendorfs
- Eggenberg (550,6 m) – 2,5 km südwestlich Hagens im Westen der Wildewiese-Homert
- Hemberg (535,2 m) – westlichster Berg der Wildewiese-Homert, 1,5 km nordöstlich Ohles
- Homert (Altenaffeln) (511,2 m) – 2,2 km südlich von Altenaffeln
- Köpperkopf (503,7 m) – östlichster Berg des Lennegebirges im Ostnordosten der Grevensteiner Berge, unmittelbar östlich des Hennesees

### Gewässer
Der Westen des Lennegebirges entwässert komplett zur (mittleren) Lenne, deren Tal das Gebirge nach Westsüdwesten begrenzt. Zur Lenne entwässern (flussaufwärts, von Süd nach Nord) insbesondere der südliche Grenzfluss Fretterbach und der Wildewiese-Homert und Schliprüther Homert im Westen separierende Glingebach nebst Glingebachtalsperre (Unterbecken des Pumpspeicherwerks Rönkhausen).
Die Nordflanke des Lennegebirges entwässern, von West nach Ost, die Systeme von Röhr (nebst Sorpe mit dem nördlich des Gebirges liegenden Sorpesee), Wenne (mit Esmecke-Stausee und Salwey nebst Marpe) und Henne (nebst Hennesee), wobei Salwey (Grenzfluss zwischen Wildewiese-Homert und Schliprüther Homert im Osten) und Marpe (Ostbegrenzung der Schliprüther Homert) auch den Südosten entwässern.